# Éliássy István
Éliássy István (Éliás István) (Vác, 1801 – Hévíz, 1854. augusztus 15.) ügyvéd, író, költő.

## Élete
A herceg Eszterházy-ház bujáki uradalmának (nógrádi és hevesi kerület) főügyésze és több megyék táblabírája volt. 1836. július 1-jén a Nemzeti Színház élete végéig évi 12 forint 30 koronát ajánlott fel számára.
1854. augusztus 15-én Hévízen hunyt el.

## Munkái
- Öröm dall, melyet nagymélt. mélt. és ft… gróf Nádasdy Paulai Ferencz úrnak névünnepére az 1839. ápr. 3 buzgó kebellel éneklé. Vácz.
- Hunnia a haladás korszakában. Eger, 1842. (A kelet népének hazafiúi érzéssel ajánlja.) Online
- A Magyarok Éjszakamericában, szinjáték három szakaszban. Uo. 1845. (Írta és Gyöngyös városában egy halotti kamara létesítésére szentelé.) Online

Szinművei: Mohácsi csata, vitézi szomorújáték 5 szakaszban (előadatott Vácon 1829. decz. 16.), Tatárok Vácz alatt, történeti szinmű (először Vácon 1838. márc. 1. azután 12.)